# Râul Vișeu
Râul Vișeu (în germană Wischau) este un curs de apă, afluent al Tisei. Râul Vișeu izvorăște din Munții Rodnei, sub pasul Prislop, la 1409 m altitudine. Are 77 km lungime și se varsă în Tisa la 330 m altitudine în localitatea Valea Vișeului.

## Hărți
- Harta oficiala a judetului Maramures
- Harta județului Maramureș
- Harta munții Maramureșului
- Harta munții Maramureșului [nefuncțională – arhivă]
- Harta traseelor turistice din Maramureș  Arhivat în 7 mai 2010, la Wayback Machine.
- Harta Munții Rodnei  Arhivat în 22 iulie 2020, la Wayback Machine.

1. ↑  Atlasul Cadastrului Apelor din România[*] Verificați valoarea |titlelink= (ajutor)